# Astragalus dolonus
Astragalus dolonus es una especie de planta del género Astragalus, de la familia de las leguminosas, orden Fabales.

## Distribución
Astragalus dolonus se distribuye por Tayikistán (Leninabad) y Uzbekistán (Tashkent).

## Taxonomía
Fue descrita científicamente por (Rassulova & B. Scharipova) S. K. Cherepanov. Fue publicado en Sosud. Rast. SSSR 221 (1981).
Sinonimia
- Astragalus dolona Rassulova & B. Scharipova
Astragalus dolona (Rassulova & B. A. Scharip.) S. K. Czerepanov